# Fenton Tower

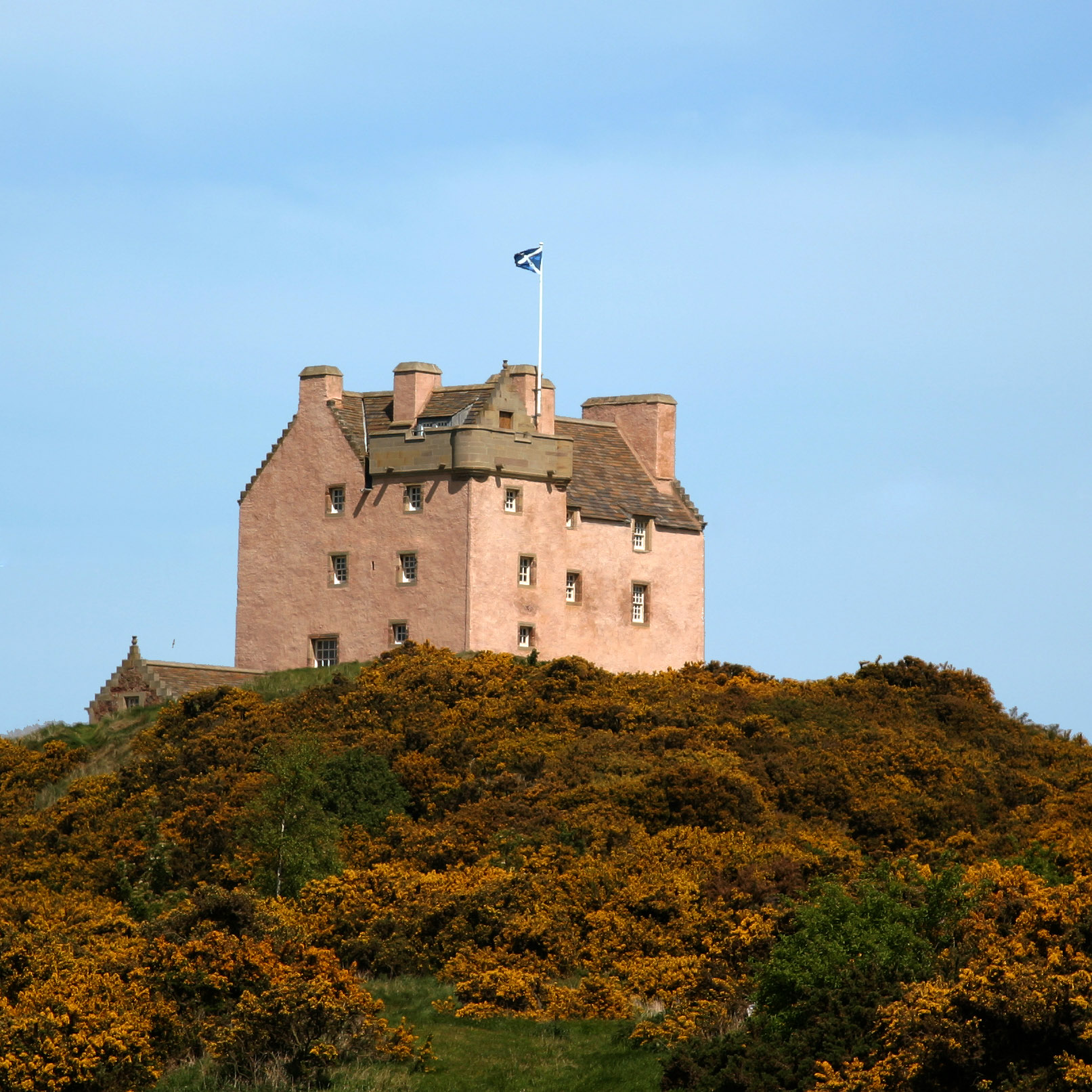
Fenton Tower

Fenton Tower ist ein Tower House in dem schottischen Weiler Kingston in der Council Area East Lothian. 1971 wurde das Bauwerk in die schottischen Denkmallisten in der höchsten Kategorie A aufgenommen. Eine ehemalige Einstufung als Scheduled Monument wurde 2002 aufgehoben.
Die Festung wurde um das Jahr 1575, wahrscheinlich für John Carmichael, erbaut. Ende des 20. Jahrhunderts war Fenton Tower nur noch als Ruine erhalten. Es wurde jedoch bis 2002 restauriert und beherbergt nun ein Hotel. Im Zuge der Bauarbeiten wurden archäologische Untersuchungen am Objekt durchgeführt.

## Beschreibung
Fenton Tower liegt am Südostrand des Weilers Kingston. Das Mauerwerk des dreistöckigen Wehrturms besteht aus rotem Bruchstein, wobei Details mit cremefarbenen Quadersteinen abgesetzt sind. Fenton Tower weist einen L-förmigen Grundriss auf. Bezüglich der Gestaltung bestehen Parallelen zu Corse Castle nahe Lumphanan in Aberdeenshire.
Der Eingang befindet sich im Gebäudeinnenwinkel an der Südwestseite. Darüber kragt ein Eckturm aus. Der kurze Flügel ist als Turm mit Zinnenbewehrung und Ecktourellen gearbeitet. An der Nordseite tritt ein runder Treppenturm mit Wendeltreppe hervor. Eine behauene Platte weist das Baujahr 1577 neben den Initialen John Carmichaels aus.